# Coolidge (Texas)
Coolidge è un centro abitato degli Stati Uniti d'America situato nella contea di Limestone dello Stato del Texas.
La popolazione era di 955 persone al censimento del 2010.

## Geografia fisica
Coolidge è situata a 31°45′09″N 96°39′02″W (31.752609, -96.650524).
Secondo lo United States Census Bureau, ha un'area totale di un miglio quadrato (2,6 km²), di cui 0,04 miglia quadrate (0,10 km², 3.00%) d'acqua.

## Società

### Evoluzione demografica
Secondo il censimento del 2000, c'erano 848 persone, 305 nuclei familiari e 208 famiglie residenti nella città. La densità di popolazione era di 878,6 persone per miglio quadrato (337,5/km²). C'erano 339 unità abitative a una densità media di 351,2 per miglio quadrato (134,9/km²). La composizione etnica della città era formata dal 62,38% di bianchi, il 18,63% di afroamericani, lo 0,59% di nativi americani, lo 0,12% di asiatici, il 15,45% di altre razze, e il 2,83% di due o più etnie. Ispanici o latinos di qualunque razza erano il 32,08% della popolazione.
C'erano 305 nuclei familiari di cui il 39,3% aveva figli di età inferiore ai 18 anni, il 47,2% aveva coppie sposate conviventi, il 15,7% aveva un capofamiglia femmina senza marito, e il 31,8% erano non-famiglie. Il 29,2% di tutti i nuclei familiari erano individuali e il 15,7% aveva componenti con un'età di 65 anni o più che vivevano da soli. Il numero di componenti medio di un nucleo familiare era di 2,78 e quello di una famiglia era di 3,38.
La popolazione era composta dal 31,3% di persone sotto i 18 anni, l'11,8% di persone dai 18 ai 24 anni, il 26,9% di persone dai 25 ai 44 anni, il 16,9% di persone dai 45 ai 64 anni, e il 13,2% di persone di 65 anni o più. L'età media era di 30 anni. Per ogni 100 femmine c'erano 93,6 maschi. Per ogni 100 femmine dai 18 anni in giù, c'erano 95,6 maschi.
Il reddito medio di un nucleo familiare era di 23.558 dollari e quello di una famiglia era di 27.583 dollari. I maschi avevano un reddito medio di 24.896 dollari contro i 17.132 dollari delle femmine. Il reddito pro capite era di 11.589 dollari. Circa il 23,6% delle famiglie e il 25,2% della popolazione erano sotto la soglia di povertà, incluso il 26,4% di persone sotto i 18 anni e l'11,9% di persone di 65 anni o più.